# Noda (Chiba)
Pour l’article homonyme, voir Noda (homonymie).
Noda (野田市, Noda-shi) est une ville de la préfecture de Chiba, au Japon.

## Géographie

### Situation

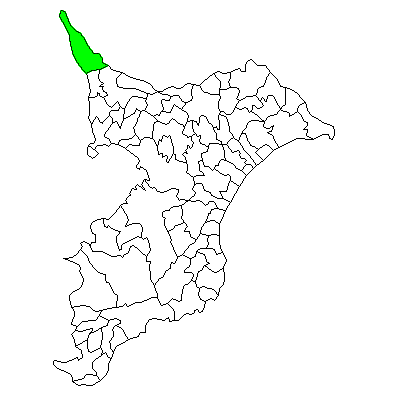
Situation de Noda dans la préfecture de Chiba.

Noda est situé dans l'extrémité nord-ouest de la préfecture de Chiba.

### Démographie
En 2010, la population de la ville de Noda était de 154 848 habitants pour une superficie de 103,55 km2. En mai 2022, la population était de 153 619 habitants.

### Hydrographie
La ville est bordée par le fleuve Tone à l'est et le fleuve Edo à l'ouest.

## Histoire
Noda s'est développée pendant la période Edo en tant que port fluvial et relai sur la route de pèlerinage vers Nikkō. La ville était un centre de production de sauce de soja. La ville voisine de Sekiyado était contrôlée par le clan Go-Hōjō pendant la période Sengoku et s'est développée en tant que ville-château du domaine de Sekiyado sous le shogunat Tokugawa.
Les bourgs modernes de Noda et Sekiyado ont été créés le 1er avril 1889. Noda obtient le statut de ville le 3 mai 1950. Le 6 juin 2003, Sekiyado fusionne avec Noda.

## Économie
La maison mère de la société Kikkoman se situe à Noda.

## Culture locale et patrimoine
- Château de Sekiyado

## Transports
La ville est desservie par la ligne Urban Park de la compagnie Tōbu.

## Jumelages
Noda est jumelée avec Whakatane en Nouvelle-Zélande.